# Commission des Affaires étrangères, de la Défense et des Forces armées
Pour les articles homonymes, voir Commission des Affaires étrangères et Commission de la Défense nationale.
Présentation
Bureau
Au Sénat français, la commission des Affaires étrangères, de la Défense et des Forces armées (ETRD), plus couramment abrégée en commission des Affaires étrangères, est une commission permanente compétente dans les champs de la politique étrangère et de défense ainsi que dans l'examen des projets de loi de ratification de traités et d'accords internationaux.
Instituée par la résolution du 19 janvier 1959 portant règlement provisoire du Sénat, elle se réunit pour la première fois le 6 mai suivant après le scrutin intégral fondant la chambre le 26 avril. À la suite de la démission de Jean-Pierre Raffarin, la présidence de la commission est occupée par Christian Cambon (Les Républicains) à partir du 11 juillet 2017.

## Histoire
La commission des Affaires étrangères, de la Défense et des Forces armées est instituée par la résolution sénatoriale du 16 janvier 1959 portant règlement provisoire du Sénat. Il s’agit d’une des six commissions de sénateurs qualifiées de permanentes créées au début de la Ve République avec celle des Affaires culturelles, celle des Affaires économiques et du Plan, celle des Affaires sociales, celle des Finances, du Contrôle budgétaire et des Comptes économiques de la Nation ainsi que celle des Lois constitutionnelles, de Législation, du Suffrage universel, du Règlement et d’Administration générale.
Le premier bureau de la commission est constitué le 6 mai 1959 à la suite des élections sénatoriales intégrales survenues le 26 avril 1959 en Métropole et dans les départements et territoires d’outre-mer afin de permettre l’institution du Sénat au sens de la Constitution du 4 octobre 1958. Au cours de cette session parlementaire, la commission est intégrée au règlement définitif du Sénat par une résolution sénatoriale du 9 juin 1959,,.
Le règlement du Sénat prévoit que les membres de la commission font l’objet d’une désignation au début de chaque session ordinaire suivant un renouvellement triennal partiel du Sénat et que son bureau est constitué ensuite par ces membres. Depuis sa création, ces événements se sont produits le 5 octobre 1962, le 6 octobre 1965, le 8 octobre 1968, le 6 octobre 1971, le 4 octobre 1974, le 6 octobre 1977, le 7 octobre 1980, le 5 octobre 1983, le 6 octobre 1986, le 5 octobre 1989, les 7 et 8 octobre 1992, les 4 et 5 octobre 1995, les 6 et 7 octobre 1998, les 3 et 4 octobre 2001, les 6 et 7 octobre 2004, les 7 et 8 octobre 2008, les 5 et 6 octobre 2011,, les 8 et 9 octobre 2014,, les 4 et 5 octobre 2017, ainsi que les 6 et 7 octobre 2020,
.

## Rôle et missions
Le champ de compétences de la commission recouvre la politique étrangère et la défense. Elle est également saisie pour l’examen des projets de loi de ratification de traités et d’accords internationaux.
Elle commet des rapports d’information, des rapports législatifs ou des rapports budgétaires.
Elle dispose d’un service propre au sein de la direction de la Législation et du Contrôle du Sénat. Il est sis au 46, rue de Vaugirard, à proximité du palais du Luxembourg.

## Organisation

### Présidence
À chaque renouvellement triennal du Sénat, le président est la première des personnalités constituant le bureau élue par les autres membres de la commission lors de sa réunion constitutive. Il peut être suppléé ou représenté par un des vice-présidents.
| Président            | Groupe         | Groupe          | Période du mandat | Période du mandat | Qualité |
| -------------------- | -------------- | --------------- | ----------------- | ----------------- | --- |
| Vincent Rotinat      |                | GD              | 6 mai 1959        | 1er octobre 1968  | Conseiller général de l’Indre, élu dans le canton de Neuvy-Saint-Sépulchre (1945-1975) Président du conseil général de l’Indre (1951-1975) Maire de Briantes (1953-1973) Sénateur, élu dans l’Indre (1959-1971)                                     |
| André Monteil        |                | UCDP            | 8 octobre 1968    | 1er octobre 1971  | Sénateur, élu dans le Finistère (1959-1971) |
| Jean Lecanuet        |                | UCDP            | 6 octobre 1971    | 2 avril 1973      | Conseiller général de la Seine-Maritime, élu dans le canton de Rouen-2 (1958-1993) Sénateur, élu dans la Seine-Maritime (1959-1973) Maire de Rouen (1968-1993)                                                                                      |
| André Colin          |                | UCDP            | 4 avril 1973      | 29 août 1978      | Conseiller général du Finistère, élu dans le canton d’Ouessant (1951-1978) Sénateur, élu dans le Finistère (1959-1978) Président du conseil général du Finistère (1964-1978)                                                                        |
| Jean Lecanuet        |                | UCDP            | 19 octobre 1978   | 2 avril 1986      | Conseiller général de la Seine-Maritime, élu dans le canton de Rouen-2 (1958-1993) Président du conseil général de la Seine-Maritime (1974-1993) Sénateur, élu dans la Seine-Maritime (de 1977 à 1986 et de 1986 à 1993) Maire de Rouen (1968-1993) |
| Jean Lecanuet        | UC             |                 | 19 octobre 1978   | 2 avril 1986      | Conseiller général de la Seine-Maritime, élu dans le canton de Rouen-2 (1958-1993) Président du conseil général de la Seine-Maritime (1974-1993) Sénateur, élu dans la Seine-Maritime (de 1977 à 1986 et de 1986 à 1993) Maire de Rouen (1968-1993) |
| Jean Lecanuet        | 6 octobre 1986 | 22 février 1993 |                   |                   | Conseiller général de la Seine-Maritime, élu dans le canton de Rouen-2 (1958-1993) Président du conseil général de la Seine-Maritime (1974-1993) Sénateur, élu dans la Seine-Maritime (de 1977 à 1986 et de 1986 à 1993) Maire de Rouen (1968-1993) |
| Xavier de Villepin   |                | UC              | 14 avril 1993     | 11 juillet 2002   | Sénateur, représentant les Français établis hors de France (1983-2004) |
| André Dulait         |                | UC              | 11 juillet 2002   | 30 septembre 2004 | Conseiller général des Deux-Sèvres, élu dans canton de Ménigoute (1973-2004) Maire de Ménigoute (1983-2008) Sénateur, élu dans les Deux-Sèvres (1995-2014)                                                                                          |
| André Dulait         | UMP            |                 | 11 juillet 2002   | 30 septembre 2004 | Conseiller général des Deux-Sèvres, élu dans canton de Ménigoute (1973-2004) Maire de Ménigoute (1983-2008) Sénateur, élu dans les Deux-Sèvres (1995-2014)                                                                                          |
| Serge Vinçon         |                | UMP             | 7 octobre 2004    | 16 décembre 2007  | Maire de Saint-Amand-Montrond (1983-2007) Sénateur, élu dans le Cher (1989-2007) Conseiller général du Cher, élu dans le canton de Saint-Amand-Montrond (1992-2007)                                                                                 |
| Josselin de Rohan    |                | UMP             | 17 janvier 2008   | 30 septembre 2011 | Sénateur, élu dans le Morbihan (1983-2011) |
| Jean-Louis Carrère   |                | SOC             | 6 octobre 2011    | 30 septembre 2014 | Sénateur, élu dans les Landes (1992-2017) |
| Jean-Pierre Raffarin |                | UMP             | 9 octobre 2014    | 11 juillet 2017   | Sénateur, élu dans la Vienne (2005-2017) |
| Jean-Pierre Raffarin | REP            |                 | 9 octobre 2014    | 11 juillet 2017   | Sénateur, élu dans la Vienne (2005-2017) |
| Christian Cambon     |                | REP             | 11 juillet 2017   | 6 octobre 2023    | Conseiller municipal de Saint-Maurice (depuis 1971) Maire de Saint-Maurice (1989-2017) Sénateur, élu dans le Val-de-Marne (depuis 2004) Conseiller de la métropole du Grand-Paris (2016-2020)                                                       |
| Cédric Perrin        |                | REP             | 6 octobre 2023    | En cours          | Conseiller général du Territoire de Belfort (2001-2015) Maire de Beaucourt (2008-2017) Sénateur, élu dans le Territoire de Belfort (depuis 2014) Conseiller départemental du Territoire de Belfort (depuis 2021)                                    |

### Bureau
Le bureau se constitue du président, des vice-présidents et des secrétaires. Tous sont élus par les membres de la commission,.
Le président et les vice-présidents font l’objet d’une élection au scrutin secret depuis la résolution du 25 octobre 1979.
| Résolution sénatoriale | Nombre de vice-présidents | Nombre de secrétaires |
| ---------------------- | ------------------------- | --------------------- |
| 16 janvier 1959        | 3                         | 3                     |
| 9 juin 1959            | 3                         | 3                     |
| 22 avril 1971          | 3                         | 4                     |
| 21 novembre 1995       | 6                         | 4                     |
| 2 juin 2009            | 8                         | Non fixé              |

### Membres
Les membres de la commission des Affaires étrangères, de la Défense et des Forces armées sont désignés en séance plénière du Sénat. Leur nombre varie depuis 1959.
| Résolution sénatoriale | Nombre de membres                          | Entrée en vigueur                          |
| ---------------------- | ------------------------------------------ | ------------------------------------------ |
| 16 janvier 1959        | 58                                         | Session ordinaire de 1959                  |
| 9 juin 1959            | 51                                         | 9 juin 1959                                |
| 20 juillet 1962        | 44                                         | 20 juillet 1962                            |
| 14 mai 1968            | 45                                         | Première session ordinaire de 1968-1969    |
| 30 juin 1977           | 47                                         | Après le renouvellement sénatorial de 1977 |
| 30 juin 1977           | 49                                         | Après le renouvellement sénatorial de 1980 |
| 30 juin 1977           | 51                                         | Après le renouvellement sénatorial de 1983 |
| 15 juin 1983           | 51                                         | Après le renouvellement sénatorial de 1983 |
| 52                     | Après le renouvellement sénatorial de 1989 |                                            |
| 11 mai 2004            | 54                                         | Après le renouvellement sénatorial de 2004 |
| 11 mai 2004            | 56                                         | Après le renouvellement sénatorial de 2007 |
| 4 juin 2008            | 56                                         | Après le renouvellement sénatorial de 2008 |
| 2 juin 2009            | 56                                         | 2 juin 2009                                |
| 2 juin 2009            | 57                                         | Après le renouvellement sénatorial de 2011 |
| 13 mai 2015            | 49                                         | Après le renouvellement sénatorial de 2017 |